# Tessera (planetologia)

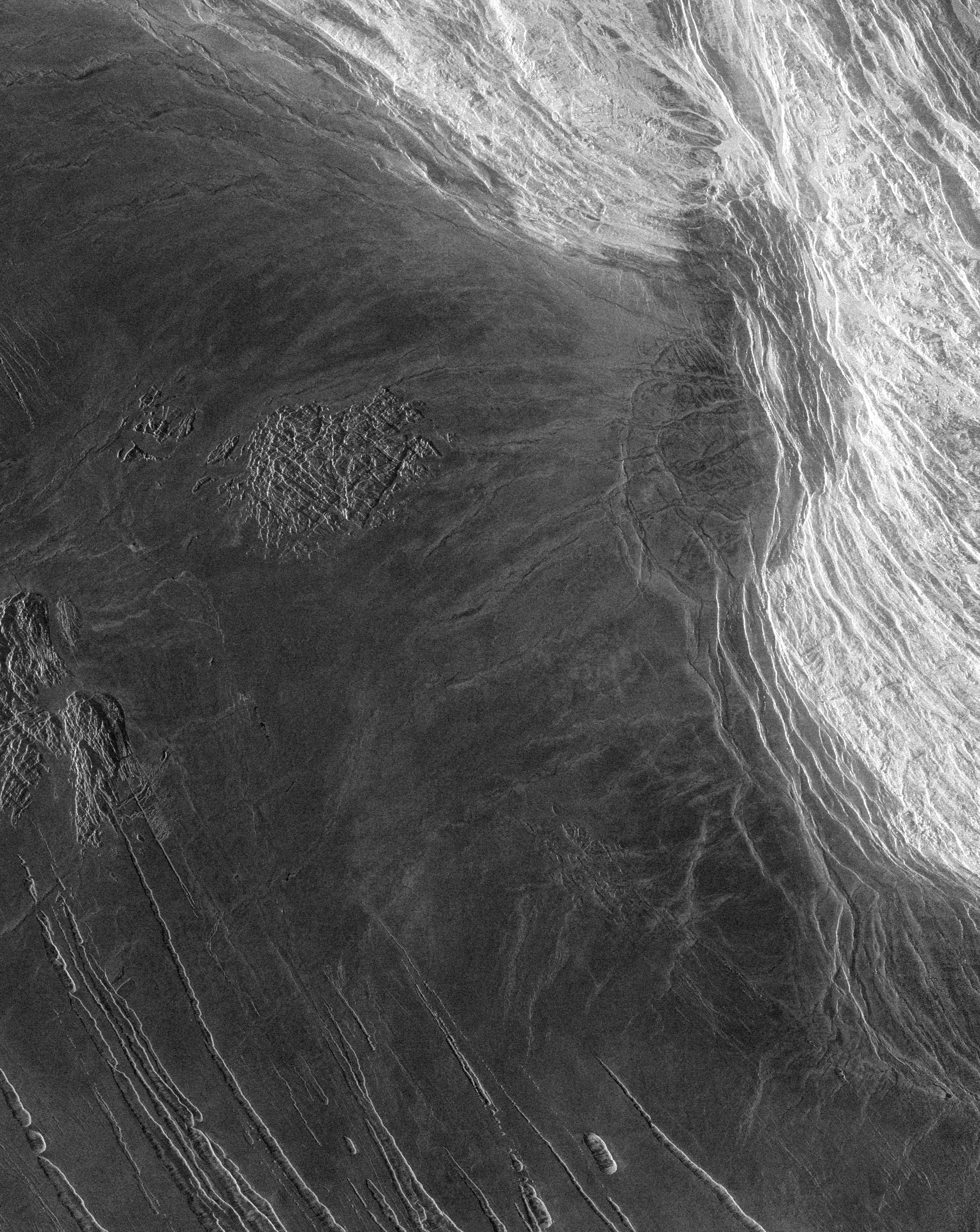
Tessera w masywie górskim Maxwell Montes na Wenus

Tessera – obszar silnie zdeformowanej skorupy planety, forma terenu występująca na powierzchni Wenus.

## Charakterystyka
Tessery to obszary silnie odbijające fale radaru, wzniesione, które zostały całkowicie zdeformowane przez co najmniej dwa zespoły powiązanych kompresyjnych i ekstensyjnych struktur tektonicznych.

## Występowanie

Mapa topograficzna Wenus; obszary występowania tesser są obwiedzione białą linią

Ten typ terenu znany jest wyłącznie z Wenus. Pokrywają one ok. 8% powierzchni planety, mają rozmiary liniowe od kilkuset do kilku tysięcy kilometrów i kształt regularny lub wydłużony. Największe z nich występują na wenusjańskich wyżynach, mniejsze na średnich wysokościach, a na nizinach można je znaleźć tylko sporadycznie. Koncentrują się w pobliżu równika i na wysokich północnych szerokościach planetograficznych; na południe od równoleżnika 30° S dominują nizinne równiny, gdzie niewiele jest takich terenów. Tessery są rzadkie i nieobecne na terenach, gdzie występują duże strefy ryftowe, korony i wulkany. Stratygrafia ukazuje, że masywy tesser są najstarszymi rozpoznawalnymi jednostkami geomorfologicznymi na Wenus.

## Badania
Tessery były obserwowane z orbity, za pomocą radaru. Nazwa tej formy terenu pochodzi od płytek mozaikowych.
W latach 2028–2030 do Wenus ma zostać wysłana sonda DAVINCI+, która jest próbnikiem atmosferycznym, mającym dotrzeć do powierzchni w regionie Alpha Regio. Jego kamery mają zarejestrować pierwsze obrazy tessery z bliska.